# The OD EP
The OD EP — міні-альбом детройтського репера Денні Брауна, випущений бруклінським лейблом Fool's Gold Records 25 вересня 2012 р. До релізу потрапили 3 бонус-треки з делюкс-видання на iTunes другого студійного альбому XXX з їхніми інструменталами. Його видали обмеженим накладом на вінилі у пакованні у вигляді пігулки фасонної форми.

## Список пісень
Сторона А
| #  | Назва          | Продюсер | Тривалість |
| -- | -------------- | -------- | ---------- |
| 1. | «Baseline»     | SKYWLKR  | 2:40       |
| 2. | «Witit»        | SKYWLKR  | 2:43       |
| 3. | «Shouldn't Of» | SKYWLKR  | 2:29       |

Сторона Б
| #  | Назва                         | Продюсер | Тривалість |
| -- | ----------------------------- | -------- | ---------- |
| 4. | «Baseline» (Instrumental)     | SKYWLKR  | 2:40       |
| 5. | «Witit» (Instrumental)        | SKYWLKR  | 2:43       |
| 6. | «Shouldn't Of» (Instrumental) | SKYWLKR  | 2:29       |